# أنور رسلان
أنور رسلان (3 فبراير 1963) ضابط استخبارات سوري سابق حتى 2012 ولاجئ سياسي في ألمانيا منذ 2014. أصدر الادعاء العام الألماني في 13 شباط / فبراير 2019 أمراً بالقبض عليه والمتهم إياد الغريب، موضحاً أن القرار بسبب الاشتباه في ارتكابهما جرائم ضد الإنسانية. وتعد محاكمتها أول محاكمة في العالم حول انتهاكات منسوبة إلى نظام السوري. لفت الادعاء إلى أنه أمر بعمليات تعذيب خلال توليه منصب رئاسة قسم للتحقيقات والسجن الملحق به، بين نيسان/ أبريل 2011 وأيلول/ سبتمبر 2012. يقيم في ألمانيا منذ 2014 وقد وصل إليها عبر الأردن. وفي يوم 13 يناير 2022 بعد جلسات متعددة في المحكمة المختصة بمدينة كوبلنز امتدت لنحو سنتين ونصف، حكم عليه بالسجن مدى الحياة لإدانته بارتكاب جرائم تعذيب وقتل بحق معتقلين سوريين.

## سيرته
ولد أنور رسلان يوم 3 فبراير 1963 في تلدو بمحافظة حمص. تخرج من كلية الحقوق، عمل كضابط لعقود في دمشق. عيّن ضابطاً في المخابرات عام 1995، وفي آب من العام 2008 أصبح رئيساً لقسم التحقيقات في الفرع 251 (أمن الدولة - فرع الخطيب)، المسؤول عن الأمن الداخلي وعن أحد السجون في دمشق. في كانون الأول من العام 2012، قرر رسلان الانشقاق عن نظام السوري، ثم هاجر إلى الأردن وأصبح واحداً من المتحدثين باسم المعارضة في الخارج. لاحقاً، وصل هو وعائلته إلى ألمانيا صيف العام 2014.

## محاكمته
تعد محاكمة أنور رسلان وإياد الغريب، المحتجزان منذ شباط/ فبراير 2019 في ألمانيا، هي الأولى في العالم فيما يتعلق بالانتهاكات المرتبطة بالنظام السوري.

انطلقت أول جلسات أول لمحاكمته بتهم ارتكاب جرائم ضد الإنسانية في سوريا في يوم 23 أبريل 2020 في مدينة كوبلنز بألمانيا. ووجه الادعاء العام الألماني 58 تهمة إليه، بينها ارتكاب جرائم ضد الإنسانية والتعذيب والاغتصاب. ويُتهم رسلان، الذي كان ضابطاً بارزاً في المخابرات السورية في "الفرع "251" أو فرع أمن الخطيب في دمشق، بتعذيب نحو 4 آلاف شخص قتل منهم 58 في الفترة الممتدة بين نيسان/أبريل 2011 وأيلول/سبتمبر 2012. بالإضافة لاتهامه بارتكاب حالتي عنف جنسي واغتصاب، بحسب لائحة الاتهامات الموجهة إليه.
في 13 يناير/كانون الثاني 2022، حكمت المحكمة الألمانيّة على أنور رسلان بالسجن مدى الحياة لإدانته بارتكاب جرائم ضد الإنسانيّة.

### ردود فعل
- في 29 أبريل 2020 أصدرت مراسلون بلا حدود بيانًا «ترحب بمحاكمة أنور رسلان، ضابط المخابرات العامة السورية السابق الذي كان له دور هام في آلة الرئيس بشار الأسد القمعية، وشارك في سجن وتعذيب آلاف الأشخاص من بينهم صحفيين.» [17]